# Bertrand Camus
Pour les articles homonymes, voir Camus.
Bertrand Camus, né le 9 février 1967, est un ingénieur des Ponts et Chaussées et dirigeant d’entreprise français dans le secteur de l’environnement. Il a été directeur général de Suez du 14 mai 2019 à janvier 2022, succédant à  Jean-Louis Chaussade.

## Biographie

### Formation
Bertrand Camus est titulaire d’un diplôme d’ingénieur de l’Ecole Nationale des Ponts et Chaussées (1991).

### Carrière
Après 3 ans passés à BNP Paribas, Bertrand Camus rejoint Suez environnement en 1994 en tant que directeur des projets internationaux puis responsable du développement. Il contribue notamment au développement de partenariats publics-privés entre SUEZ et les villes de Budapest (Hongrie), et Casablanca (Maroc). 
Il devient par la suite Chief Operating Officer d’Aguas Argentinas entre 2003 et 2006, puis reprend les activités d’audit au sein de SUEZ entre 2006 et 2008, avant de devenir directeur CEO/ directeur général de SUEZ en Amérique du Nord, poste qu’il occupera de 2008 à 2015.
En 2015, Bertrand Camus revient en France, au poste de directeur général de SUEZ Eau France (ex-Lyonnaise des Eaux), et directeur général adjoint de SUEZ Eau Europe. 
En mars 2018, il devient directeur général adjoint de SUEZ, chargé des régions Afrique, Moyen-Orient, Inde, Asie et Pacifique. 
Le 20 décembre 2018, il est nommé directeur général de SUEZ, succédant à Jean-Louis Chaussade. Il occupe la fonction du 14 mai 2019 à janvier 2022.

### Autres mandats
- Président de la FP2E (Fédération des entreprises de l'eau) de 2015 à 2018[8].

### Décoration
- Chevalier de la Légion d'honneur le 1er janvier 2020[9].